# Klinci (Luštica)
Selo Klinci jedno je od naseljenih mjesta na Luštici, najvećem crnogorskom poluotoku koje se nalazi na ulazu u Bokokotorski zaljev. Dvije trećine poluotoka, pa tako i selo Klinci, administrativno pripada Općini Herceg Novome.
Klinci se nalaze na nadmorskoj visini od 180 metara. Riječ je o selu razbijenog tipa i sastoji se od dva zaseoka. Selo dominira nad čitavim područjem pružajući impresivan vidik na otvoreno more, uz panoramu Radovanića, uvale Žanjic, otoka Mamule, ulaza u Bokokotorski zaljev i zaleđe Herceg Novog. 
Selo Klinci i okolina predstavljaju snažan kontrast pitomog mediteranskog i grubog krškog krajobraza.
Pretpostavlja se da je selo nastalo još u 15. stoljeću, a da je ime dobilo po prezimenu prve naseljene obitelji – Klinčić, koja se spominje i u spisima Kotorskog arhiva.
"Postanak sela se gubi u nedoglednoj prošlosti. Neka od današnjih plemena se spominju u "Općoj čitulji luštičkoj", koja se čuva u manastiru Savini, a napisana je na početku 18. stoljeća" - piše Sava Nakićenović.
U selu Klinci živi danas pedesetak mještana ili 8 stalno naseljenih obitelji - Kaluđerovići, Radovići, Popovići - u oko 15 stambenih kuća.
Obitelji se pretežno bave turizmom, poljoprivredom, a preci su bili mahom pomorci.
U ovom kroz prethodna stoljeća dobro razvijenom selu otvorena je prva luštička osnovna škola na narodnom jeziku, 1878. godine.

#### Prirodni svijet
Klinci su mjesto mediteranskih kultura, masline, nara, lovora.

#### Turizam i gospodarstvo
Stanovnici Klinaca kroz povijest su se bavili pomorstvom, kao i poljoprivredom. 
Danas se bave etno-turizmom i proizvodnjom domaće hrane. Za selo, kao i za Lušticu, karakteristični su sir, pršut i maslinovo ulje.
Klinci Village Resort je hotelski kompleks na imanju obitelji Kaluđerović, sagrađenom u 18. stoljeću, koje se sastoji od nekoliko objekata: hotela, muzeja, konobe, sušare za meso, magazina za čuvanje vina i maslinovog ulja, dva bazena, dva seoska trga i tri ulice.

#### Arhitektura
Arhitektura Klinaca karakteristična je za Lušticu. Pokućstvo koje se u domovima u tom selu nalazi donošeno je stoljećima iz svih krajeva svijeta kamo su vični luštički pomorci išli, pa su ove kuće pravi mali etno-muzeji s vrijednim kolekcijama, od portreta predaka pomoraca do egzotičnih predmeta s drugog kraja svijeta.

## Spomenici
Pet je hramova u ovom pitomom mjestu koji su posvećeni svetom arkanđelu Mihovilu, svetom Savi, svetom Pantelejmonu, svetom Tripunu i svetom Haritonu ispovjedniku.
Crkva svetog arkanđela Mihaela sazidana je 1670. godine, a natpis s ikonostasa otkriva da je on rad Rafaila Zografa iz 18. stoljeća.
U crkvi se nalazi Triod, u kome se spominje 'Stefan od grada Skadra', odnosno Stefan Skadarnik - tiskar iz 16. stoljeća, kao i Zbornik kojeg je napisao erdeljski mitropolit Genadije 1580. godine. Ovdje se stoljećima čuva i nekoliko ručnih križeva, srebrnih s drvenim minijaturama, donijetih iz Jeruzalema.
Crkva sv. Tripuna u Klincima, jedna od najzanimljivijih luštičkih crkava. Nalazi se na prirodnom uzvišenju s koga se otvara pogled na more i unutarnji dio Bokokotorskog zaljeva. Skromna je po izgledu i proporcijama, jednobrodna. Početkom 20. stoljeća obnovio je Rade Kaluđerović iz Klinaca. 1953. djelomično je očišćen ostatak crkvene freske.
Od identificiranih arheoloških nalazišta (prema navodima iz knjige '22 sage o Herceg Novom' Lazara Seferovića) vrijedi spomenuti antičke nalaze obala, te gomile i gradine iz prapovijesti i ranog srednjeg vijeka.